# Wigamur
Wigamur, der Ritter mit dem Adler, ist der Held eines erzählenden ritterlichen Gedichts aus dem 13. Jahrhundert, das nach dem Muster von Wirnts Wigalois gedichtet ist. In der Herzog August Bibliothek ist eine Abschrift dieses Artusromans aus dem 15. Jahrhundert in ostschwäbischer Sprache und mit 67 Federzeichnungen erhalten.

## Ausgaben
- Wigamur. Kritische Edition – Übersetzung – Kommentar. Hrsg. von Nathanael Busch. De Gruyter, Berlin / New York, ISBN 978-3-11-019436-4.